# Indonesia Raya
Indonesia Raya é o hino nacional da Indonésia. O hino foi apresentado pelo compositor Wage Rudolf Soepratman no dia 28 de outubro de 1928, na convenção nacional dos jovens em Batávia, atual Jacarta. Esse hino marca ainda o nascimento de um movimento nacionalista na Indonésia. Ele foi escolhido como hino nacional quando foi proclamada a independência da Indonésia em 1945.